# 1967 års gränser

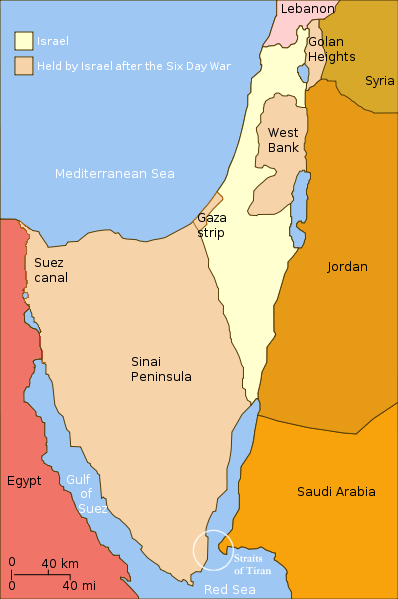
Med 1967 års gränser avses gränserna före 1967 års krig, alltså så att Israel skulle ha det territorium som på denna karta är gult.

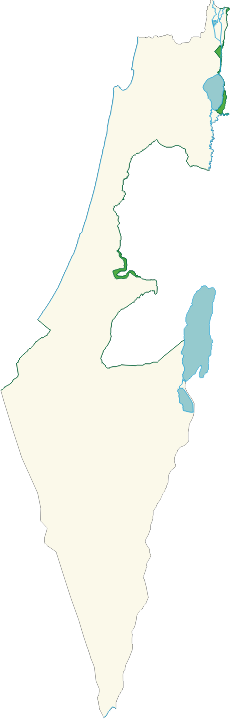
1967 års gränser ritades första gången upp med grön penna vid vapenstilleståndsförhandlingar 1948. Därför kallades de då för gröna linjen.

1967 års gränser är ett begrepp som används i samtal om möjliga lösningar av den israelisk-palestinska territoriella konflikten. Med begreppet avses de gränser som rådde omedelbart före sexdagarskriget år 1967. Det handlar alltså inte om de gränser som i praktiken upprättades genom kriget det året utan om de gränser som i praktiken försvann det året.
1967 års gränser uppstod egentligen som en följd av 1948 års arabisk-israeliska krig. Det var ett krig som utkämpades mellan Israel och dess arabiska grannländer nästan så snart Israel hade utropats som stat. Vapenstilleståndslinjen ritades upp med grön penna på en karta och kom därför att kallas gröna linjen. Det är alltså den, samt de övriga gränser som inte förändrades av 1948 års krig, som numera kallas 1967 års gränser.
Eftersom både Israel och de angränsande arabländerna gjorde territoriella vinster, blev det vid konflikten 1948 inget territorium kvar för en arabisk-palestinsk stat, vilket egentligen hade varit FN:s avsikt. Gazaremsan annekterades i stället av Egypten medan Västbanken och Östra Jerusalem annekterades av Transjordanien (det sistnämnda landet bytte med anledning av den territoriella vinsten namn till Jordanien). Kungen av Jordanien ville därefter även betraktas som palestiniernas kung. När man numera talar om 1967 års gränser, brukar man dock avse att Gazaremsan och Västbanken skall bilda en sådan palestinsk stat. Egypten och Jordanien har avstått från sina krav på att återfå territorierna.